# 127
Cette page concerne l'année 127  du calendrier julien. Pour l'année 127 av. J.-C., voir 127 av. J.-C. Pour le nombre 127, voir 127 (nombre).
L'année 127 est une année commune qui commence un mardi.

## Événements
- 3 mars : Hadrien quitte Rome pour un voyage dans la plaine du Pô[1]
- 1er août : Hadrien rentre à Rome pour célébrer le dixième anniversaire de son accession[1].
- 19-29 octobre : jeux tenus à Rome pour célébrer l'anniversaire de l’avènement d'Hadrien[1].
- Automne : l’Italie est divisée en quatre provinces, chacune gouvernée par un légat de rang consulaire[1].

- Les Chinois achèvent la reconquête du bassin du Tarim par la prise de Karachahr[2].

- Début supposé du règne de Kanishka Ier (78-147), sur l’empire Tokharien de Kusana (Afghanistan et Inde du Nord)[3]. C’est un grand conquérant et un sage administrateur.